# Prosvita

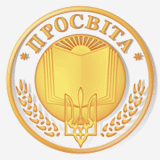
Logo de Prosvita

Prosvita (en ukrainien : просвіта, « lumières ») est une société créée au XIXe siècle en Galicie, actuellement en Ukraine, pour la préservation et le développement de la culture ukrainienne et de l'éducation populaire. Selon ses fondateurs, le mouvement est créé pour s'opposer à la colonisation et à l'évolution russophile de la société ukrainienne.
Elle se développe ensuite en Ukraine, jusqu'à son interdiction par les autorités soviétiques, puis à l'étranger. Le mouvement renaît ensuite en Ukraine à la faveur de la perestroïka puis de l'indépendance du pays.

## Histoire

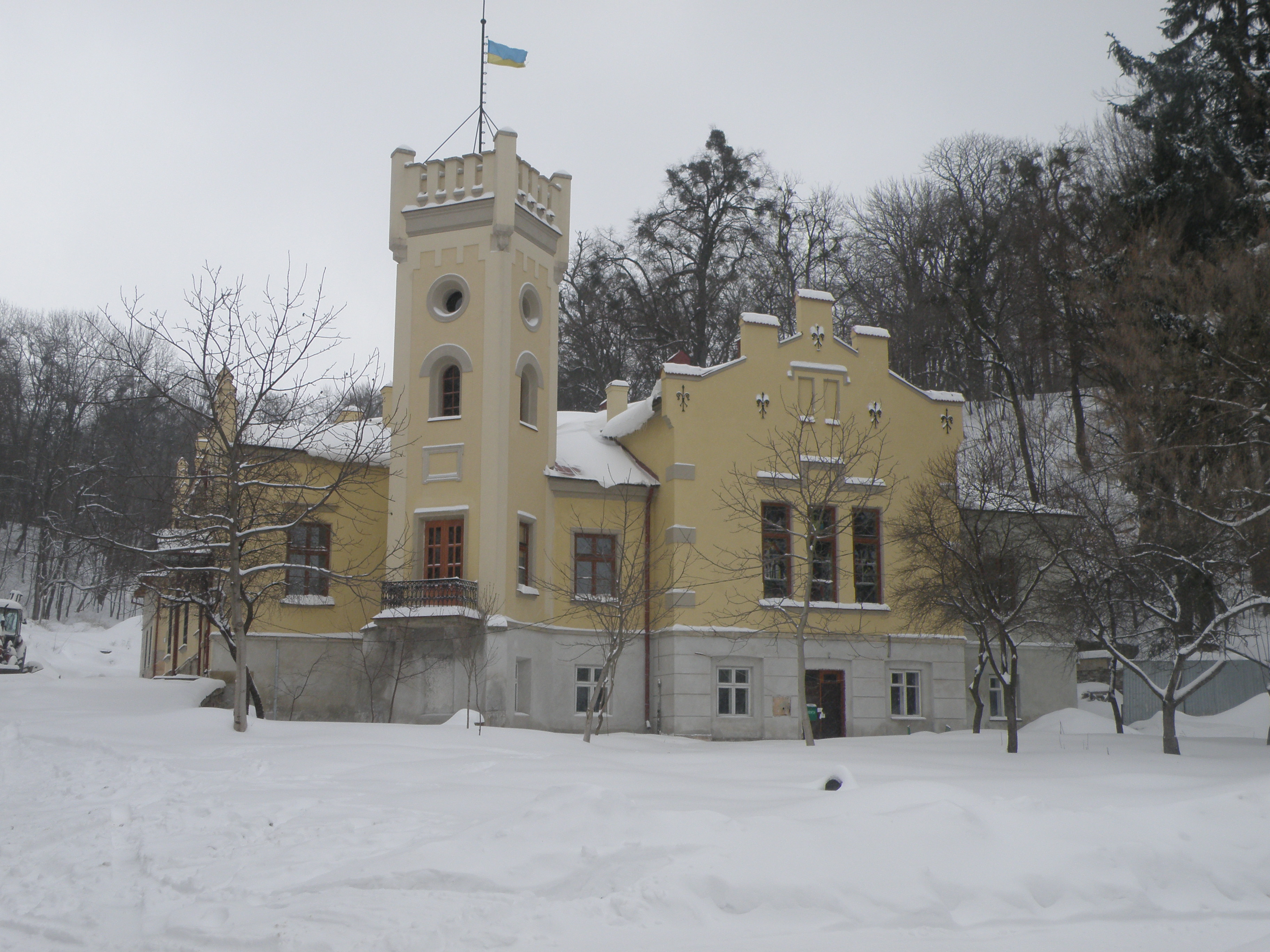
Bâtiment où la société a été fondée

### Création et développement en Galicie

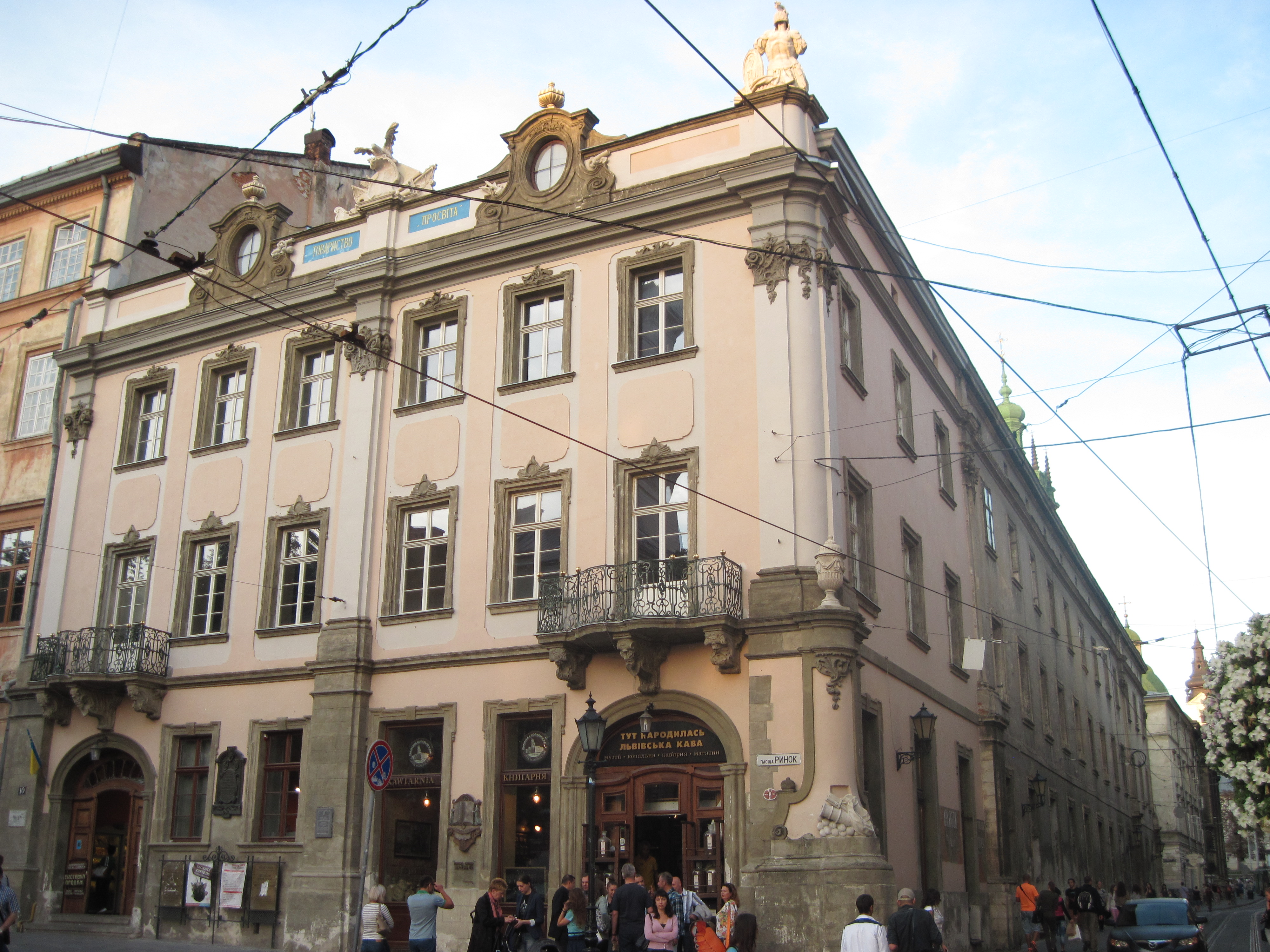
Siège de la Prosvita, Palais Lubomirski de Lviv.

Prosvita a été fondée le 8 décembre 1868 à Lviv par 65 délégués de différentes régions, villes et sociétés intellectuelles. Le prêtre Stepan Katchala (en) est une des personnalités à l'origine du mouvement avec comme créateurs : Kornylo Souchkevitch, Ioulian Romantchouk, Alexandre Ogonovskyi, Kornylo Oustiyanovitch, Alexandre Borkovski, Mykhaïlo Kossak, Omelyan Partytsky ainsi qu'Ivan Komarnytskyi et  Maksym Mykhalyak comme étudiants. Anatol Vakhnianyne est son premier président.
La Galicie et son centre Lviv est le principal foyer de développement de Prosvita,. Son recrutement, d'abord strictement limité à l'intelligentsia, s'élargit en 1876 à la faveur d'une réforme des statuts pour devenir plus populaire. Elle donne priorité à la création d'écoles ukrainiennes, à l'édition de texte en ukrainien et à la création de salles de lectures. En 1991, une nouvelle réforme du statut favorise la constitution de sociétés de lectures rurales autonomes, et promeut la mise en place de coopératives, de sociétés techniques ou d'unions de crédit rurales. En 1912 elle a organisé 540 magasins, 339 unions de crédits et 121 entrepôts. Le nombre des sociétés affiliées est de 77, celui de ses salles de lecture 2944. Sa principale activité économique est l'édition, et c'est en 1914 la principale organisation de masse en Galicie.
Malgré les pertes et les fermetures de salles de lecture survenues pendant la première Guerre mondiale, et malgré l'absence d'autorisation par les autorités polonaises de Prosvita jusqu'en 1921, puis les obstacles qu'elle mettent à son activité, le développement de la société se poursuit dans l'entre deux-guerres. En 1936, Prosvita a ouvert plus de 500 nouveaux sites avec une personne à plein temps présente. À la fin de l'entre-deux-guerres, Prosvita a augmenté en taille pour inclure 83 sociétés affiliées, 3 210 salles de lecture, 1 207 locaux, 3 209 bibliothèques (avec 688 186 livres), 2 185 clubs de théâtre, 1 115 chorales, 138 orchestres, et 550 groupes d'étude.
En 1939, la société est dissoute et interdite après l'invasion soviétique de la`Pologne. Prosvita est présente uniquement en Europe de l'Ouest et en l'Amérique jusqu'à 1988. La première société Prosvita établie aux États-unis l'a été en Shenandoah, en Pennsylvanie, en 1887.

### Période récente

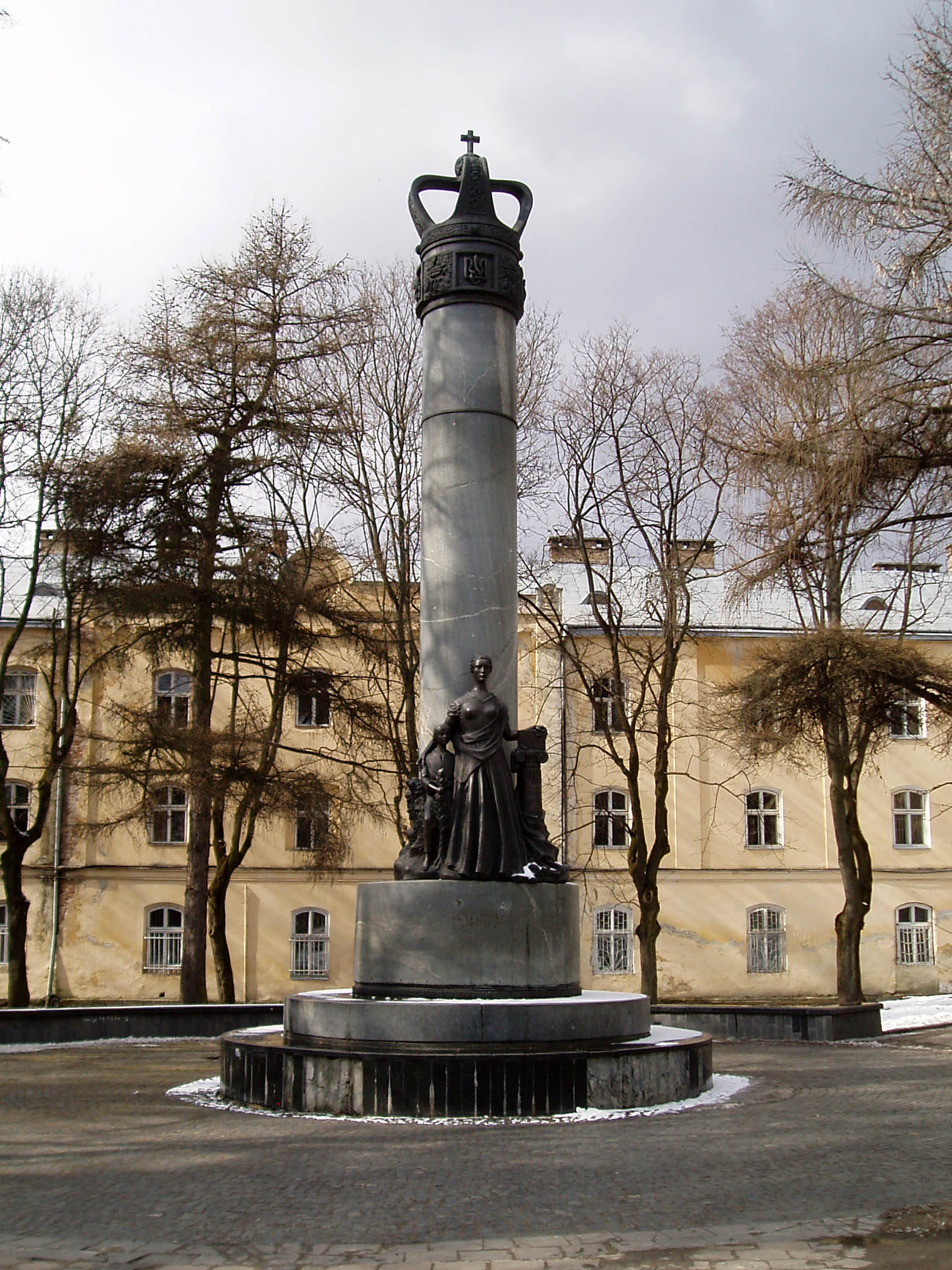
Monument à la Prosvita de la rue Prosvita de Lviv.

Prosvita est réactivée en Ukraine, au cours de la glasnost de 1988-1989, sous le nom d'Association Chevtchenko de la langue ukrainienne, et, dès lors, prend une part active dans la vie sociale de l'Ukraine indépendante. Dans la période récente, elle est dirigée par Dmytro Pavlytchko et Pavlo Movtchan.
Actuellement, presque tous les établissements d'enseignement supérieur en Ukraine auraient une société affiliée, avec des enseignants et des étudiants en tant que membres. Des organisations de jeunesse Prosvita sont également actives.
Lors des manifestations du printemps 2014 en Ukraine, deux membres sont enlevés et un est assassiné,.

## Activités

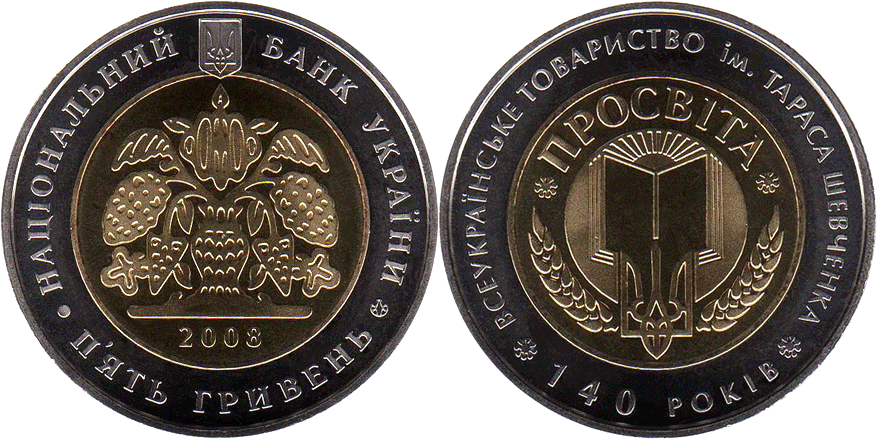
Pièce commémorative des 140 ans de la Société Prosvita Taras Chevtchenko en Ukraine, cinq Hryvnia éditée en 2008.

Les objectifs officiels de Prosvita sont:
- Promouvoir la langue ukrainienne comme la seule langue d'État en Ukraine.
- Préserver les principes d'humanité, de compréhension mutuelle, de tolérance religieuse et civile dans la société.
- Contribuer à l'édification et au renforcement de l'État ukrainien et à son développement économique.
- Diffuser les connaissances économiques, juridiques et autres.
- Contribuer au développement de la langue ukrainienne et de l'influence culturelle à l'étranger.
- Préserver et revitaliser l'environnement naturel et la biodiversité.

## Les dirigeants

### Royaume de Galicie et de Lodomérie
- 1868-???? : Anatol Vakhnianyne.
- 1896 -1906 : Julien Romantchouk.
- 1906-1906 : Yevhen Olesnytsky.
- 1906-1910 : Petro Ohonovsky.
- 1910-1922 : Ivan Kyveliouk;

### Pologne
- 1922-1923 Ivan Bryk
- 1923-1931 Mykhaïlo Halouchtchynsky
- 1931-1939 Ivan Bryk

### Gouvernement de Tchernigov
- 1906-1911 Mykhaïlo Kotsioubynsky

### Gouvernement de Kharkiv
- 1912-???? (sous le nom d'Association Kvitka-Osnovianenko)

### Gouvernement de Iekaterinoslav
- 1905-???? (sous le nom d'Association ukrainienne de littérature et d'arts)

### Oblast du Don
- 1907-1913 : Zakhar Barabach

### Ukraine
- 1989-1990 : Dmytro Pavlytchko (sous le nom d'Association Chevtchenko de la langue ukrainienne)
- Depuis 1990 : Pavlo Movtchan (initialement sous le nom d'Association Chevtchenko de la langue ukrainienne, et depuis 1991 sous le nom de Prosvita)